# Mikel Bengoetxea
Mikel Bengoetxea (Ezkurra, Navarra, 1955), més conegut com a Bengoetxea IV, fou un jugador professional de pilota basca a mà, en la posició de davanter.
Va debutar el 1975.
És germà del també pilotari Bengoetxea III, i oncle de Bengoetxea VI.

## Palmarés
- Campió per parelles: 1984 i 1985.